# دارالشفا دلویی
دارالشفاء دُلویی از اماکن مذهبی روستای دلویی در شهرستان گناباد استان خراسان رضوی ایران است.
این محل تا پیش از سال ۱۱۸۶ (قمری) منزل مسکونی شخصی به نام حاج محمد بوده است. وی شش سال قبل از آن تاریخ از پشت اسب افتاده‌بود و یک دستش فلج شده‌بود. او در ۱۴ محرم ۱۱۸۶ (قمری) خوابی می‌بیند و از هیجان بیدار شده و متوجه می‌شود که دستش شفا یافته‌است. این شخص از آن به بعد به کربلایی فاضل مشهور می‌شود و خانه‌اش محلی برای روضه‌خوانی و زیارت می‌گردد.